# Grand Rapids (Minnesota)
Grand Rapids – miasto w Stanach Zjednoczonych, w stanie Minnesota, siedziba administracyjna hrabstwa Itasca. Populacja liczy 10869 osób. Jest stolicą hrabstwa Itasca.
Nazwa miasta pochodzi od lokalnych wodospadów na rzece Missisipi, które kończyły trasę podróży parowców pod koniec XIX wieku. Obecnie wodospady zakryte są przez zaporę wodną Blandin Paper Mill.
W Grand Rapids urodziła się i spędziła pierwsze lata życia aktorka i piosenkarka Judy Garland.

## Warunki naturalne
Jak podaje United States Census Bureau, miasto zajmuje powierzchnię 20,9 km², z czego 19,0 km² stanowi ląd, a 1,9 km² (9,16%) woda.

### Główne szlaki drogowe
| - U.S. Highway 2 - U.S. Highway 169 - Minnesota State Highway 38 |

## Demografia
Według spisu ludności z 2010 roku w Grand Rapids żyje 10869 osób, znajduje się 4615 gospodarstw domowych oraz 2633 rodziny. Gęstość zaludnienia wynosi 440 os./km².

## Władze
Od 2008 roku burmistrzem Grand Rapids jest Dale Adams.

## Znani ludzie
Grand Rapids był miejscem narodzin i domem dzieciństwa aktorki i piosenkarki Judy Garland, chociaż jej rodzina przeniosła się do Lancasteru w Kalifornii, gdy miała cztery lata. Towarzystwo Historyczne Hrabstwa Itasca utrzymuje wystawę o Judy Garland w swoim Heritage Museum. W pełni odnowionym miejscu narodzin Garland, w budynku zbudowanym w 1892 roku, mieści się Muzeum Judy Garland. Coroczny Judy Garland Festival odbywa się w czwarty weekend czerwca.
Lista sławnych osób, którzy urodzili się lub wychowali w Grand Rapids:
- Bill Baker – uczestnik "cudu na lodzie", złoty medalista olimpijski z Lake Placid
- Jon Casey – hokeista
- Alex Goligoski – hokeista Pittsburgh Penguins
- Judy Garland – aktorka i piosenkarka
- Don Lucia – trener hokeju w University of Minnesota
- Jeff Nielsen – hokeista Minnesota Wild i innych zespołów NHL
- Norman Ornstein – politolog
- Dusty Rychart – koszykarz Cairns Taipans